# Lufthansa SG Berlin
Lufthansa SG Berlin was een Duitse voetbalclub van luchtvaartmaatschappij Lufthansa uit de hoofdstad Berlijn, meer bepaald uit het stadsdeel Schöneberg. De club bestond van 1930 tot 1945.

## Geschiedenis
De club werd in 1930 opgericht als Lufthansa SV Berlin en nam in 1935 de naam Lufthansa SG aan. In 1939 promoveerde de club naar de Gauliga Berlin-Brandenburg, de hoogste klasse. Voor dit seizoen was de Gauliga in twee reeksen van zes clubs verdeeld. Lufthansa eindigde samen met Elektra Berlin op een tweede plaats met één punt achterstand op SpVgg Blau-Weiß Berlin. Het volgende seizoen was er weer één reeks en de club werd vijfde. Na een kwakkelseizoen werd Lufthansa vicekampioen achter Berliner SV 92 in 1942/43. Het volgende seizoen werd een vierde plaats behaald. Vanwege de perikelen en het nakende einde van de Tweede Wereldoorlog konden niet alle clubs nog een volwaardig elftal opstellen en vele clubs uit Duitsland gingen voor één of meerdere seizoenen een fusie aan om zo toch te kunnen voetballen. Lufthansa speelde samen met tweevoudig landskampioen Viktoria 89 Berlin. Het laatste seizoen werd niet voltooid maar KSG Lufthansa/Viktoria 89 stond op de laatste plaats toen de competitie na dertien speeldagen stopgezet werd.
Na de oorlog werden alle Duitse voetbalclubs ontbonden en de club werd niet meer heropgericht. De spelers van de club sloten zich voornamelijk bij SG Staaken aan. In Oost-Berlijn kwam er later nog een club, BSG Lufthansa die door de Oost-Duitse Lufthansa gesponsord werd.